# 短十二糎砲
短十二糎砲（短12cm砲/たんじゅうにせんちほう）は、第二次世界大戦中期に日本海軍が開発した高角砲である。短二十糎砲と同時開発された。

## 概要
短十二糎砲は、商船（特設艦船）の自衛用に開発された簡易急造高角砲である。大仰角を取ることが可能で、対空攻撃も行うために高角砲に分類されているが、実質は対潜を主とし、対潜・対水上・対空兼用の迫撃砲に似た特性を有する榴弾砲である。外見の特徴として、駐退機が砲身の上方に1本ある。砲身の下方には短い円筒があるが復座機の可能性がある。閉鎖機は正面向かって右開きの螺旋式閉鎖機である。
TM型戦時標準船などに搭載された。陸軍でも昭和17年8月、短二十糎砲及び短十二糎砲を対潜兵器として利用するための調査を行った。
短十二糎砲は初速が低く、射程や射高も短い。砲弾装填は砲身の俯仰角によらず可能だが、陸軍が実射試験を行った際の測定では最大発射速度毎分12発に対して大射角時は毎分7発と低下している。そのため、主目的は潜水艦による通商破壊に対抗するための、対潜弾を使用した対潜攻撃であり、対空攻撃は副次的な目的と思われる。
開発と製造は呉海軍工廠にて行われ、短十二糎砲と短二十糎砲は合わせて、昭和18年に230門、昭和19年に230門、昭和20年に40門の計500門が製造された。
艦載砲である本砲を車載用に大幅に改造して、九七式中戦車に搭載し自走化した短十二糎自走砲がある。